# Прапор асексуалів
Прапор асексуалів (англ. asexual flag) — один із прайд-прапорів, що репрезентують асексуальність, асексуальних людей та асексуальну спільноту, створений у 2010 році членом Мережі асексуальної видимості та освіти (англ. Asexual Visibility and Education Network, AVEN). Прапор складається з чотирьох горизонтальних смуг однакового розміру. Зверху вниз смуги чорні, сірі, білі та фіолетові. Чорна смуга представляє асексуальність, сіра — сіра асексуальність та демісексуальність, біла — алосексуальність (або іноді союзників), а фіолетова — спільноту загалом. Прапор часто вивішують на прайдах і використовують для представлення асексуальної спільноти.
Дизайн прапора отримав широке визнання і став символом асексуальності.

## Історія та дизайн
Кольори прапора асексуалів походять від трикутника AVEN, який використовувався в минулому для позначення асексуальності. Оригінальна ітерація трикутника AVEN, створена Девідом Джеєм, являла собою білий трикутник з чорною облямівкою, нижня третина якого була зафарбована чорним кольором. Вершина трикутника представляла шкалу Кінсі, а нижня точка розширювала лінію, включаючи асексуальність. 2004 року Джей дезавуював свою оригінальну модель асексуальності як надто спрощену та обмежувальну. 2005 року чорно-білий трикутник буде замінено на градієнт, щоб представити спектр асексуальної орієнтації. Трикутник AVEN залишиться основним символом асексуальності, з деякими незначними естетичними змінами.
Однак його критикували за те, що він асоціюється з вебсайтом, а не з усіма асексуалами в цілому. Альтернативним символом стало наполовину заповнене серце, проте багато ароматичних асексуалів критикували його як нерепрезентативний, оскільки він передбачає романтичний потяг. Улітку 2010 року для розв'язання цієї проблеми було запропоновано кілька варіантів прапора, які були винесені на голосування. Переможцем став дизайн, що складався з чотирьох рівновеликих горизонтальних смуг чорного, сірого, білого та фіолетового кольорів - кольорів трикутника AVEN, розроблений, щоб відповідати іншим прапорам гордості з горизонтальними смугами. Чорний колір символізує сувору асексуальність, сірий — демісексуалів та сірих асексуалів, білий — алосексуальних союзників, а фіолетовий — спільноту.